# تاریخ اقتصاد هند

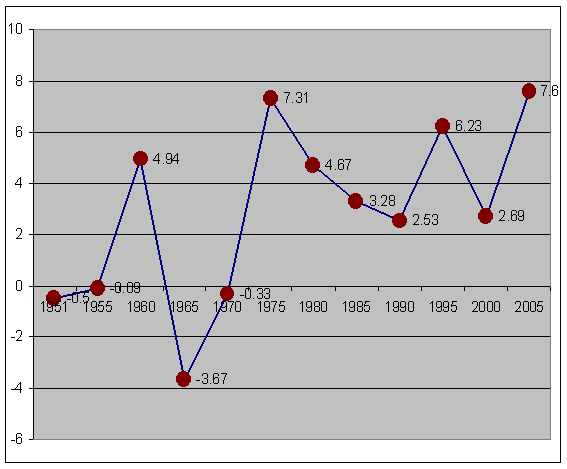
Growth rate of India's real GDP per capita (Constant Prices: Chain series) (1950–2006). Data Source: Penn World tables.

تاریخ اقتصاد هند را می‌توان به سه دوره تقسیم کرد که دوره اول آن از دوران پیش از استعمار تا قرن هفدهم ادامه می‌یابد. دوران استعمار انگلیس از قرن هفدهم شروع می‌شود و با استقلال هند در سال ۱۹۴۷ پایان می‌گیرد. دوره سوم از سال ۱۹۴۷ تا حال حاضر ادامه دارد.

## دوران پیش از استعمار
مردمان تمدن دره هند، که در فاصله سال‌های ۲۸۰۰ تا ۱۸۰۰ پیش از میلاد یک اقامتگاه دائم شهری بود، به کشاورزی و دامداری اشتغال داشتند، از معیارهای وزنی و طولی یکسان استفاده می‌کردند، ابزار و اسلحه می‌ساختند و با سایر شهرها تجارت می‌کردند. شواهدی که از خیابان‌های خوش طرح و سیستم آب و فاضلاب آن زمان به دست آمده نشان می‌دهد که این مردم در زمینه برنامه‌ریزی شهری، که اولین سیستم بهداشتی و اولین گونه از دولت شهری در جهان را شامل می‌شود، دانش وسیعی داشته‌اند.
آمارگیری صورت گرفته در سال ۱۸۷۲ نشان داد ۳/۹۱درصد از جمعیت منطقه‌ای که هند کنونی را تشکیل داده، در روستاهایی زندگی می‌کرده‌اند که اقتصادهای آن‌ها کاملاً منفک و مستقل بوده و برپایه کشاورزی استوار بوده‌اند. کشاورزی نیازمندی‌های غذایی و نیز و مواد خام مورد نیاز در صنایع دستی همچون نساجی، فراوری غذا و صنایع دستی این روستاها را تأمین می‌کرد. روستاها بخشی از تولیدات کشاورزی خود را به عنوان مالیات به حاکمان می‌دادند و کارگران نیز به هنگام برداشت، بخشی از محصولات را به عنوان حق‌الزحمه دریافت می‌کردند.

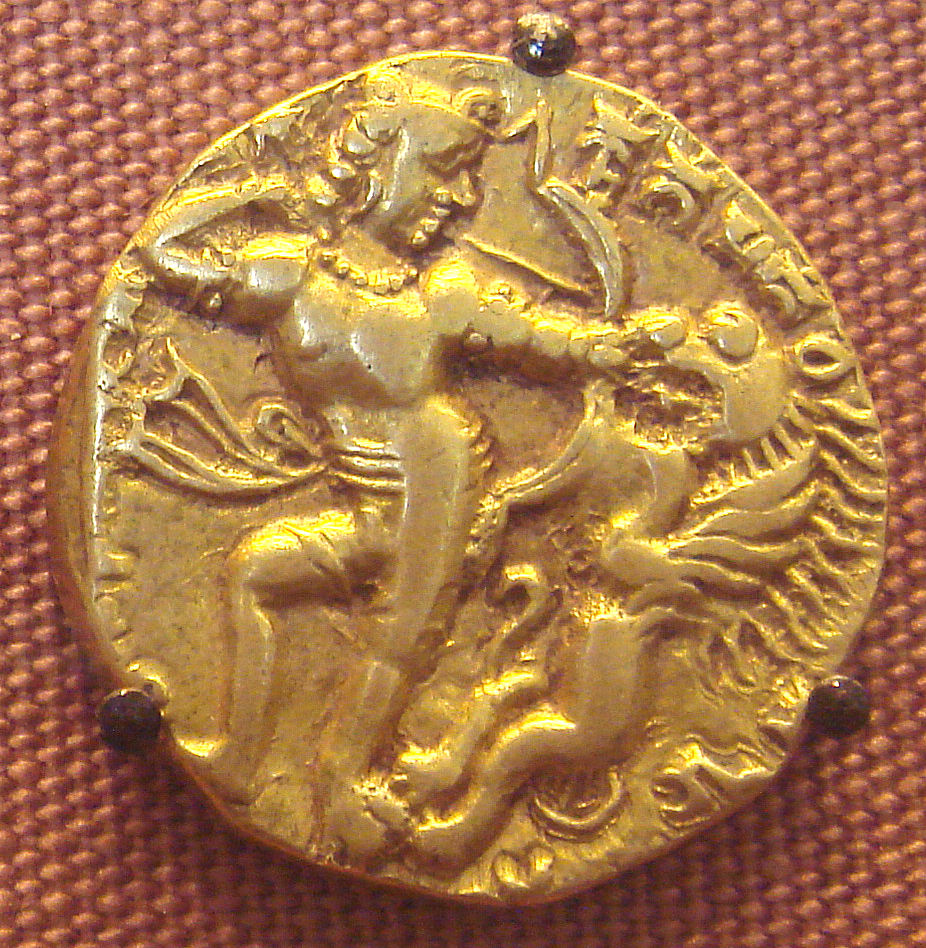
ضرب سکه نقره در زمان حکومت شاه کومارا گوپتااز گوپتا (۴۱۴–۵۵ پس از میلاد)

مذهب، به ویژه مذهب هندوییسم، طبقات مختلف مردم و انسجام خانوادگی، نقش مؤثری را در شکل‌دهی به فعالیت‌های اقتصادی ایفا کرد. سیستم طبقات مختلف اجتماعی عملکردی مشابه عملکرد اصناف اروپایی در قرون وسطی داشت و علاوه بر تضمین تقسیم کار، امکان تربیت کارآموزان و در برخی موارد دستیابی صنعتگران به تخصص‌های ظریف را فراهم می‌کرد. به عنوان مثال در برخی مناطق، تولید هر یک از انواع پارچه در تخصص طبقه‌ای خاص قرار داشت.
خرافه‌هایی که در مورد سفر به خارج در میان هندوها وجود داشت، به این معنا بود که بخش عظیمی از تجارت خارجی هند توسط خارجی‌ها و مسلمانان انجام می‌شود. پارچه‌هایی همچون چیت موصلی، چلوار، شال و محصولات کشاورزی همچون فلفل، دارچین، تریاک و وسمه، در ازای طلا و نقره به اروپا، خاورمیانه و جنوب شرق آسیا صادر می‌شدند.
به دلیل کمبود اطلاعات کمیتی در مورد اقتصاد پیش از استعمار در هند، بررسی اقتصاد این دوره بیشتر به صورت کیفی صورت می‌گیرد. یک تخمین صورت گرفته نشان می‌دهد درآمد امپراتوری مغولی هند در زمان شاه اکبر در سال ۱۶۰۰، به ۵/۱۷ میلیون £ بالغ می‌شد و این در حالی بود که کل درآمد بریتانیای کبیر در سال ۱۸۰۰، نهایتاً به ۱۶ میلیون پوند می‌رسید. در زمان ورود بریتانیا به هند، اقتصاد این کشور به‌طور سنتی مبتنی بر کشاورزی بود که کلیت این نظام امرار معاش بر فناوری‌های بدوی استوار بود. این سیستم در کنار یک شبکه پیشرفته تجاری، تولیدی و اعتباری به کار خود ادامه می‌داد. با سرنگونی امپراتوری مغولی هند و روی کار آمدن سلسله ماراتا، به دلیل آغاز جنگ و کشتار و مناقشات، اقتصاد هند ناگهان به ورطه بی‌ثباتی‌های سیاسی سقوط کرد.

## دوران استعمار

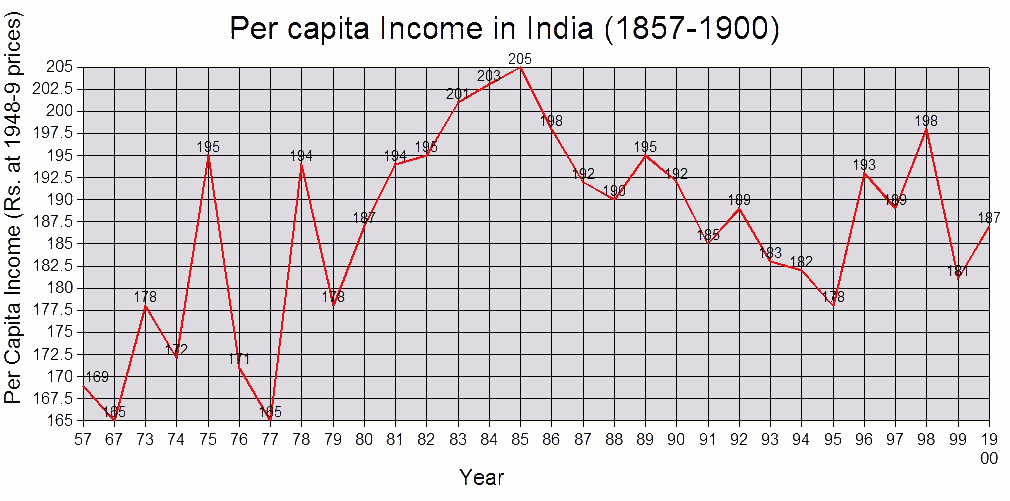
Estimates of the per capita income of India (1857–1900) as per 1948–49 prices.

در حاکمیت استعمار فضایی پدید آمد که باعث تضمین حق مالکیت و تشویق تجارت آزاد شد و واحد پولی یکپارچه با نرخ برابری ثابت، اندازه‌گیری وزن و سایر اندازه‌ها، بازار سرمایه و نیز سیستم پیشرفته راه‌آهن هند، تلگراف، خدمات اجتماعی مستقل از مداخلات سیاسی، قانون واحد و یک نظام حقوقی خصومت‌آمیز را پدیدآورد. استعمار هند توسط انگلیس با تحولات مهم در اقتصاد جهانی همچون: صنعتی‌سازی و رشد چشمگیر در تولید و تجارت جهانی هم‌زمان شد. با این حال در پایان سلطه استعمار اقتصاد هند به یکی از فقیرترین اقتصادها در جهان در حال پیشرفت تبدیل شده بود که صنعت آن متوقف شده، کشاورزی آن قادر به سیر کردن جمعیت رو به رشد نبود و در سطح جهانی یکی از پایین‌ترین سطوح امید به زندگی و باسوادی را داشت.
تخمینی که توسط آنگوس مادیسون، از تاریخشناسان دانشگاه کمبریج صورت گرفته نشان می‌دهد در حالیکه در سال ۱۷۰۰ سهم هند در اقتصاد جهانی ۶/۲۲ درصد بوده- در مقایسه با سهم ۳/۲۳ درصدی اروپا- در سال ۱۹۵۲ سهم این کشور تا سطح ۸/۳ درصد نزول یافته بود. درحالیکه در دوران مبارزات استقلال‌طلبانه، رهبران هند و ملی‌گرایان چپ‌گرا حاکمیت استعمار را مقصر اصلی وضعیت اسفبار اقتصاد هند و پیامدهای آن دانسته‌اند، بررسی اقتصاد کلان هند در طی این دوره نشان می‌دهد فراز و نشیب‌هایی در اقتصاد هند رخ داده‌است که به خاطر تغییر در استعمار و در جهانی به وجود آمده که به سمت صنعتی شدن و یکپارچگی اقتصادی پیش می‌رود.

## دوران پس از استقلال
پس از استقلال هند، خط‌مشی اقتصادی هند تحت تأثیر تجربه دوران استعمار (که رهبران هند ماهیت ویرانگر آن را دیده بودند) و نیز رویکرد سوسیالیسم فابیوسی این رهبران قرار گرفت. این خط مشی به حامی تولیدات داخلی گرایش داشت و تأکید اصلی آن بر یافتن جایگزین برای واردات، صنعتی‌سازی، تصدی‌گری دولت در بازار مالی و کار، توسعه بخش دولتی، تنظیم مقررات تجاری و برنامه‌ریزی در مرکز قرار داشت. جواهر لعل نهرو، اولین نخست‌وزیر به همراه پراسانتا چاندرا ماهالانوبیس، خط مشی اقتصادی را تنظیم و مورد بازنگری قرار دادند. آنان انتظار داشتند از این راهبرد نتایج مطلوبی بگیرند چراکه این استراتژی هم بخش خصوصی و هم بخش دولتی را دربرمی‌گرفت و بر خلاف نظام اقتصاد شوروی که در آن حاکمیت شدیدی از مرکز اعمال می‌شد، مبتنی بر دخالت مستقیم وغیر مستقیم دولتی بود. سیاست تمرکز هم‌زمان بر سرمایه و صنایع سنگین مبتنی بر فناوری و ارائه یارانه به صنایع خانگی دستی و کم‌مهارت، توسط میلتون فریدمن اقتصاددان مورد انتقاد قرار می‌گرفت، چراکه وی معتقد بود این کار باعث اتلاف سرمایه و نیروی کار می‌شود و پیشرفت تولیدکنندگان کوچک را به تأخیر می‌اندازد.

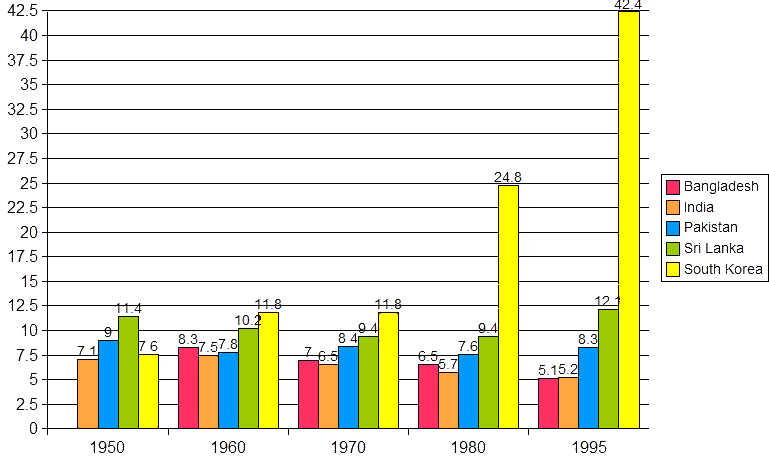
Per capita GDP (at PPP) of آسیای جنوبی economies versus those of کره جنوبی، as a percentage of the US

از سال ۱۹۴۷ تا ۱۹۸۰، رشد کند افزایش درآمد در هند را به استهزاء نرخ رشد هندویی می‌خواندند چراکه این رشد در مقایسه با میزان رشد درآمد در سایر کشورهای جنوب آسیا و به ویژه «ببرهای شرق آسیا» بسیار نامطلوب بود. اصلاحات اقتصادی صورت گرفته پس از سال ۱۹۸۰ را که به رشد ناگهانی اقتصاد هند منجر شد، می‌توان به دو مرحله اصلاحات نسبت داد. اقدامات حامی تجارت که در سال ۱۹۸۰ توسط ایندیرا گاندی آغاز و توسط راجیو گاندی پیگیری شد، محدودیت‌های اعمال شده بر رشد ظرفیت‌ها را کمتر کرد، کنترل بر قیمت‌ها را حذف کرد و مالیات بر شرکت‌ها را کاهش داد. پس از آن آزادسازی اقتصادی که در سال ۱۹۹۱ در واکنش به بحران تعدیل درآمدها توسط پی وی ناراسیمها رائو نخست‌وزیر هند و مونموهان سینگ وزیر دارایی وی صورت گرفت، جریان لایسنس راج (مجوز دهی به سرمایه‌گذاری، امور صنعتی و واردات) را منتفی کرد و به بسیاری ازحقوق انحصاری دولت پایان داد و این امکان را به وجود آورد که سرمایه‌گذاری مستقیم خارجی خودبه‌خود در بسیاری از بخش‌ها تصویب شود. از آن زمان به بعد، صرفنظر از دولت‌های حاکم، جهت‌گیری کلی جریان آزادسازی به همان شکل بوده‌است هر چند که هنوز هیچ حزبی تلاش نکرده تا به لابی‌های قدرتمندی همچون اتحادیه‌های کارگری و کشاورزان، یا مباحث جنجال‌برانگیزی همچون اصلاح قوانین کار و کاهش یارانه‌های کشاورزی، توسل بجوید.
از سال ۱۹۹۰ به بعد، هند به یکی از ثروتمندترین کشورهای در حال توسعه تبدیل شده‌است؛ در این مدت اقتصاد این کشور به استثنای چند عقب‌گرد کوچک همواره رشدی چشمگیر داشته‌است. این رشد با مؤلفه‌هایی همچون افزایش امید به زندگی، میزان باسوادی و امنیت غذایی همراه شده‌است.